# Samsari
Samsari (Georgisch: სამსარი) is een vulkaankegel van 3285 meter boven zeeniveau in het Samsarigebergte van de Kleine Kaukasus, gelegen in het zuiden van Georgië op de grens van de regio's (mchare) Samtsche-Dzjavacheti en Kvemo Kartli. Bij de vulkaankegel ligt een caldera met een doorsnede van drie kilometer.